# Isaac Stephenson
Isaac Stephenson (Fredericton, 1829. június 18. – Marinette, 1918. március 15.) az Amerikai Egyesült Államok szenátora (Wisconsin, 1907–1915).